# Datación potasio-argón
La datación potasio-argón o 40K/40Ar es un método de datación radiométrica que surgió en la década de 1960 y que se utiliza en geología y arqueología para datar rocas o cenizas volcánicas, en general, las más antiguas. 
Se basa en el principio de la desintegración radiactiva, e implica la captura de electrones o la descomposición de positrones del isótopo radiactivo potasio 40 (40K) —presente en las rocas volcánicas— que se desintegra a un ritmo conocido en el gas inerte argón 40 (40Ar), en un proceso que tiene una vida media de (1248 millones años) tiempo durante el que el gas se va concentrando en los cristales de la roca. Aprovechando ese ritmo y vida media conocidos, el método se presta para datar muestras que van desde los 100 000 años hasta varios miles de millones años. El límite para las muestras más jóvenes se ha establecido para controlar el error de medición por incorporaciones de argón desde la atmósfera. El radiactivo 40K es común en micas, feldespatos y hornblendas, aunque la temperatura de cierre es bastante baja en esos materiales, aproximadamente de 350 °C (mica) a 500 °C (hornblenda).
Un perfeccionamiento notable de esta técnica se obtuvo en 1965 mediante la radiación de las muestras en un reactor nuclear para transformar el potasio estable 39K en el isótopo 39Ar. Este método se denominó «datación argon-argon» (40Ar/39Ar), un procedimiento que —aunque bastante más caro— es diez veces más preciso, con una tasa de error cercana al 1%.

## Descripción del método
Cuando un fluido magmático se enfría, transformándose en roca, comienza a formarse el argón y, con el paso del tiempo, aumentará su proporción en la misma. La cantidad de argón que contiene la roca dependerá de la concentración inicial de potasio y del tiempo transcurrido desde la solidificación.
Estudiando este ritmo de descomposición del 40K, y la cantidad de 40Ar contenido en las estructuras cristalinas de la muestra de roca, en un proceso de enfriado suficiente como para que el argón radiogénico no se disperse fuera de los cristales, es posible calcular la data de formación de la roca y una cuantificación en la espectrometría de masas. Se necesitan 10 gramos de muestra de roca volcánica para una medición fiable.

## Variante argón-argón
La variante argón-argón, 40Ar/39Ar, resulta ser un método bastante más preciso, principalmente porque no es necesario partir la muestra en dos mitades (las que posiblemente no sean representativas) para determinar el argón y el potasio por separado. Aquí, en cambio, se trabaja sobre la muestra completa y esa muestra puede ser muy pequeña. Las alteraciones del sistema isotópico potasio-argón pueden detectarse sin necesidad de una separación mineral que toma más tiempo y es bastante más laboriosa. Este método entrega edades más fiables, también para el caso de rocas relativamente jóvenes.

## Cálculo de la edad de la roca
El potasio-40 es un isótopo radiactivo que se degrada siguiendo los modos de desintegración siguientes :
- {\displaystyle {}^{40}\mathrm {K} +\mathrm {e} ^{-}\rightarrow {}^{40}\mathrm {Ar} +\gamma (1,505MeV)}
λε = 0,581.10-10/an
- {\displaystyle {}^{40}\mathrm {K} \rightarrow {}^{40}\mathrm {Ca} +\beta ^{-}(1,311MeV)}
λβ = 4,962.10-10/an

La edad de la muestra se obtiene en promedio de la fórmula siguiente :
{\displaystyle t={\frac {1}{\lambda }}\cdot \ln(1+{\frac {\lambda }{\lambda _{\epsilon }+\lambda _{\beta }}}\cdot {\frac {{}^{40}\mathrm {Ar} _{t}}{{}^{40}\mathrm {K} _{t}}})}
Como la relación de concentraciones de argón 40 y de potasio 40 es suficientemente fiable, la fórmula se simplifica en :
{\displaystyle t={\frac {1}{0,1048\times \lambda }}\cdot {\frac {{}^{40}\mathrm {Ar} _{t}}{{}^{40}\mathrm {K} _{t}}}}
{\displaystyle t} siendo la edad de la muestra, {\displaystyle {}^{40}\mathrm {K} _{t}} y {\displaystyle {}^{40}\mathrm {Ar} _{t}} las cantidades medidas de isótopos padre e hijos.

## Limitaciones
Con el método potasio-argón solo se pueden datar yacimientos sepultados por erupciones volcánicas y resulta imposible conseguir una precisión mayor a ±10%. 
Generalmente, con este margen de error, las edades obtenidas son menores que la edad verdadera.
Por otra parte, un problema a la hora de datar el K-Ar es que si en la muestra se presenta cierta heterogeneidad, en las partes proporcionales con concentraciones de 40K puede haber diversos K/Ar, y esto también puede llevar a una fecha inexacta. 
Al utilizar este método se deben tener en cuenta además los diferentes grados de retención de los minerales. Por una parte, cuando la edad perteneciente a la muestra es menor que la verdadera se ha producido pérdida de Ar. Esto se debe a los llamados fenómenos de recristalización, alteración o calentamiento. En este último caso, si la pérdida es total, la datación obtenida corresponde a la edad de ese suceso térmico, lo que permite datar procesos metamórficos. 
Por otra parte, ciertas rocas y minerales pueden contener argón heredado. En este caso, entonces, las edades que informará el método de datación serán mayores a las reales.
Finalmente, otro de los inconvenientes de este método consiste en que obliga a encontrar muestras de rocas volcánicas susceptibles de ser datadas y estas se encuentran solamente en determinados lugares de la Tierra.

## Aplicaciones
Un ejemplo claro del método potasio-argón son los yacimientos de Olduvai (Tanzania), situados en una zona volcánica con altos niveles de cenizas. Su análisis ha permitido datar diferentes niveles de ocupación humana a partir de los 2 millones de años. Asimismo se han podido datar en 3,7 millones de años las pisadas de homínidos situadas sobre ceniza volcánica de Laetoli, cerca de Olduvai.
Una aplicación reciente de este método ha servido para analizar las muestras obtenidas en mayo de 2013 por el Curiosity en el cráter Gale de Marte, con el objetivo de corroborar la hipótesis sobre la existencia de agua y vida microbiana en alguna época pasada de la historia de Marte. La datación, realizada con este método, es la primera que se realiza en directamente en una roca fuera de nuestro planeta.